# 瑠奈璃亞
瑠奈璃亞（或譯琉奈璃亞），是日本的插畫家，主要工作為成人向美少女遊戲原畫、輕小說插畫等。

## 輕小說插畫作品
- 《寄生彼女砂奈》（GAGAGA文庫、原作：砂義出雲）
- （電擊文庫、原作：似鳥航一）
- 《魔法戰爭》（MF文庫J、原作：鈴木央）
- 《萌えるゴミは火曜日に。（日语：萌えるゴミは火曜日に。）》（一迅社文庫、原作：川波無人）
- 《動漫專門店》（富士見Fantasia文庫、原作：尼野豐）
- （GA文庫、原作：三木なずな）
- （Novel 0、原作：鈴木央）
- （富士見Fantasia文庫、原作：下等妙人）
- （Fami通文庫、原作：朱月十話）

## 遊戲插圖
- 《残暑お見舞い申し上げます。（日语：残暑お見舞い申し上げます。）》
- 《特別婚！》

## 外部連結
- （日語）TwilightLyric （页面存档备份，存于）